# Digger
Digger (рус. Ди́ггер — «землекоп») — аркадная компьютерная игра, выпущенная канадской компанией Windmill Software в 1983 году для компьютеров IBM PC. Является спин-оффом и клоном другой игры — Dig Dug.
Digger был создан основным разработчиком компании Windmill Games Робом Слетом в 1983 году. В 1984 году программа была переписана для IBM PCjr. Последняя оригинальная версия была выпущена для канадского компьютера Hyperion, работающего на 6 МГц.
В СССР игра вышла в 1990 году для компьютера «БК-0010», и в том же году — для DOS под названием «Искатель», а в 1991 — для компьютера «Вектор-06Ц».

## Игровой процесс
Задачей игрока является сбор под землёй золота и изумрудов. Для этого игрок управляет моторизированной машиной «Diggermobile», которая перемещается по заброшенному золотому руднику, может рыть туннели и собирать найденное. В то же время под землёй машину игрока преследуют ноббины (англ. Nobbins), встреча с которыми приводит к смерти игрового персонажа. Игровой мир представлен множеством уровней, каждый из которых занимает один экран. Для прохождения уровня игроку нужно либо собрать все изумруды, либо уничтожить всех врагов (не считаются враги, уничтоженные во время бонусного режима). Игра идёт до тех пор, пока у игрока не закончатся все жизни.
Каждый уровень — это прямоугольная сетка 15×10, и по данным ячейкам происходит горизонтальное или вертикальное перемещение «Diggermobile» и монстров. В начале уровня каждая ячейка либо является пустой (тоннель), либо не пустой (земля). В последних могут находиться изумруды или мешки золота. Если диггер перемещается на занятую землёй клетку, то он очищает её и тем самым прорывает туннель. Изумруды землекоп собирает автоматически, а при горизонтальном движении на мешок золота диггер пытается его толкнуть. При возможности мешок перемещается и таким образом может быть сброшен с высоты, и, если мешок пролетает более одной клетки, то в результате падения он разбивается и образуется кучка золота, которая может быть подобрана землекопом или монстрами. В то же время, падающий мешок опасен для диггера и монстров — если он задевает кого-то, то захватывает в падении с собой и разбивает о землю.
В начале уровня диггер появляется внизу в центре экрана, а ноббины по одному появляются в правом верхнем углу. Они не могут рыть тоннели, а способны только перемещаться по существующим. Однако, ноббин способен, со временем, превратиться в хоббина (англ. Hobbins), для чего ноббину необходимо дважды пересечься по пути с другим своим собратом. Хоббины могут рыть туннели, съедать изумруды и мешки золота, и тем самым более агрессивно преследуют землекопа. Для борьбы с монстрами «Diggermobile» может стрелять огненным шариком (англ. fireball), который летит по горизонтали или вертикали и, если встречается с монстром, то взрывается и уничтожает всех монстров в клетке (как правило, одного). После выстрела землекопу нужна перезарядка, которая происходит через некоторое время.
Новые монстры с некоторым промежутком времени появляются на уровне, и так происходит до тех пор, пока их количество не достигнет максимума для данного уровня, после чего в углу появляется «вишенка». Если её «съесть», то на некоторое время включается бонусный режим, в котором монстры и «Diggermobile» меняются ролями — до него первые преследовали землекопа, а во время его диггер может преследовать врагов и поедать их.
От уровня к уровню игра усложняется: растёт количество монстров на уровне, как общее, так и одновременно присутствующих на экране; растёт их скорость; увеличивается время на перезарядку; уменьшается длительность бонусного режима[уточнить].
Во время игры в качестве фоновой музыки используется тема Гершона Кингсли «Попкорн». В бонусном режиме звучит финал увертюры оперы Россини «Вильгельм Телль». После смерти персонажа исполняется фрагмент фортепианной сонаты № 2 си-бемоль минор Шопена, известный как «Похоронный марш».
Игра требовала использования оригинального видеоадаптера CGA и работала слишком быстро на компьютерах, частота процессора которых превышала 4,77 МГц. Для запуска на видеоадаптерах MGA использовался эмулятор HCG (Hercules Color Graphics). В 1998 году Digger был возрождён Эндрю Дженнером (англ. Andrew Jenner) — он восстановил исходный код методом обратной разработки и сделал версию для видеоадаптеров VGA и процессоров Pentium.

## Оценки и мнения
| Иноязычные издания | Иноязычные издания |
| Издание            | Оценка             |
| ------------------ | ------------------ |
| PC Magazine        | 13,5/18            |

В статье PC Magazine игра была описана как забавная, которая бросает вызов игроку. Критик отметил высокое качество анимации, графики, музыки и звуковых эффектов. Журналист заметил возможность отключения звука, отсутствие программных ошибок, а также «привлекательный паттерн» цветовой палитры IBM PC, который выделяется на фоне других «чёрных и синих» игр платформы. Автор статьи обратил внимание на возможность использования джойстика, игру для двух игроков, таблицу рекордов, способность поставить игру на паузу. Относительно игрового процесса Digger был охарактеризован как «прогрессивная аркада»: в него легко научиться играть, а также пройти первые уровни и почувствовать, как игра усложняется.